# Morphosphaera chrysomeloides
Morphosphaera chrysomeloides is een keversoort uit de familie bladkevers (Chrysomelidae). De wetenschappelijke naam van de soort werd in 1866 gepubliceerd door Henry Walter Bates.